# Léon Leyritz
Léon Leyritz, né Léon Albert Marie de Leyritz le 7 janvier 1888 à Paris et mort le 26 mars 1976 à Fréjus, est un peintre, sculpteur et décorateur français.
Il est surtout connu pour son amitié avec Maurice Ravel.

## Biographie

### L'artiste
Léon Leyritz se forme d'abord à Paris à l'école municipale Bernard Palissy où il obtint une récompense en 1903. Il est ensuite l'élève de Jean-Paul Aubé, puis, à partir de 1906, d'Antonin Mercié à l'École des beaux-arts de Paris. Il obtient le prix Chenavard en 1914.
Après l'armistice, vers 1920, il sculpte le modèle d'une statue de poilu qui fut éditée à de nombreux exemplaires par la fonderie Durenne et qui servit de figure pour des monuments aux morts de la Première Guerre mondiale.
En 1926, il réalise la devanture du fleuriste André Baumann en panneaux de Lap bleu au 96, boulevard du Montparnasse à Paris. En 1928, 1929 et 1930, il participe à des expositions d'œuvres en Lap à Antony,.
Léon Leyritz est également décorateur pour le théâtre, par exemple pour Knock de Jules Romains dans la mise en scène Louis Jouvet à la Comédie des Champs-Élysées (1923), Pétrus de Marcel Achard dans la mise en scène Louis Jouvet à la Comédie des Champs-Élysées (1933), Intermezzo de Jean Giraudoux dans la mise en scène Louis Jouvet à la Comédie des Champs-Élysées (1933), Fils de personne d’Henry de Montherlant dans la mise en scène Pierre Dux au théâtre Saint-Georges (1943).
Il réalise aussi des décors pour l'Opéra de Paris dont Le Festin de l'araignée d'Albert Roussel (1941), Boléro de Maurice Ravel (1941-1942), Ma mère l'Oye de Maurice Ravel (1942), Pavane pour une infante défunte de Maurice Ravel (1947), les décors de cette dernière œuvre ayant déjà servi à l'Opéra-Comique (1946).

### L'ami de Maurice Ravel
Léon Leyritz est surtout connu pour son amitié avec le compositeur Maurice Ravel, de 1927 à la mort du musicien en 1937, et pour le buste qu'il fit du musicien. C'est leur amie commune, la soprano Marcelle Gerar qui fit les présentations entre les deux artistes : « Ayant rencontré Ravel chez moi, Léon Leyritz manifesta le vif désir qu'il avait de faire l'effigie du Maître. Je servis d'intermédiaire, et la réponse fut : - Je veux bien à condition de ne jamais poser… C'était une gageure, le sculpteur la tint. Il eut cependant la permission de prendre quelques croquis pendant que Ravel répétait sa Sonate avec Asselin »,. Le buste de Ravel par Leyritz fut inauguré le 10 juin 1928 au domicile du compositeur, lors d'une fête organisée par Marcelle Gerar et connue sous le nom de L'Impromptu du Belvédère. Selon la cantatrice, le compositeur aurait déclaré : « C'est mon meilleur portrait ! ». Ravel confirma son jugement en 1930 lorsqu'il demanda que fût publié un cliché du buste dans le programme d'un concert à Biarritz, en plus d'un cliché d'un autre buste de lui réalisé en 1928 par la nièce de Gabriel Astruc, Louise Ochsé : « Vous recevrez d’autre part la photo de mon buste par Leyritz. On les mettra les 2 sur les programmes : il y en aura pour tous les goûts, même pour le mien ». En 1932, Ravel déclara dans un entretien à José Bruyr : « c’est encore Leyritz qui m’a fait le plus ressemblant ». Le 28 décembre 1938, un exemplaire du buste fut inauguré au foyer de l'Opéra de Paris par le ministre Jean Zay pour marquer le premier anniversaire de la mort du compositeur,,.
En 1930, Léon Leyritz, secondé par Claude Coquerel, réalise la décoration de style « paquebot » d'un appartement pied-à-terre de Maurice Ravel dans l'immeuble que possédait son frère Édouard Ravel (1878-1960) à Levallois,,
. En 1932, un fauteuil conçu par Leyritz pour Ravel fut exposé au 22e Salon des artistes décorateurs au Grand Palais comme rapporté par Gaston Varenne : « Le fauteuil en aluminium exécuté par Leyritz pour le compositeur Maurice Ravel, paraît-il, est souvent mal jugé par le public irrespectueux. Je l'ai entendu comparer à une chaise à électrocuter ! J'apprécie davantage la fantaisie déployée par le même artiste dans sa fontaine de coquillages. Elle introduit une note bien amusante dans la salle de fraîcheur, en rocaille, imaginée par Coquerel, pour le sous-sol d'une maison de campagne ».
En 1933, Léon Leyritz accompagne Maurice Ravel, diminué par une maladie neurologique, chez ses amis Meyer au Touquet.
En février et mars 1935, à l’initiative de la danseuse et directrice de ballet Ida Rubinstein, Léon Leyritz accompagne Maurice Ravel, de plus en plus gravement touché par la maladie, en voyage en Espagne (Madrid, Séville) et au Maroc (Marrakech, Télouet, Fez) via Saint-Jean-de-Luz. Après ce voyage, en 1936, Léon Leyritz réalise une maquette de décor pour le Boléro avec au premier plan un palais oriental, rappelant celui de Télouet et, à l’arrière-plan, une usine dotée de plusieurs cheminées rappelant une usine du Vésinet. Ce décor correspondait à une volonté du compositeur exprimée dans un entretien en 1933 : « Quant à mon Boléro, c’est à une usine que je dois de l’avoir conçu. Un jour, j’aimerais le donner avec un vaste ensemble industriel en arrière-plan ». En décembre 1941, quatre ans après la mort du compositeur, le Boléro est donné avec le décor de Leyritz à l'Opéra de Paris.
En 1947-1949, Léon Leyritz est un des membres fondateurs de la Fondation Maurice Ravel. En 1959, au nom du frère de Ravel, il donne des décors et objets de l'appartement du compositeur à Levallois à la Ville de Levallois,. En 1975, pour le centenaire de la naissance de Ravel, d'une part il prêta à la Bibliothèque nationale de France des documents pour les besoins d'une grande exposition Maurice Ravel (photographies, portraits du compositeur et d'amis et interprètes de ce dernier, décors), d'autre part il tourna dans le film documentaire Maurice Ravel. L'homme et les sortilèges de Paul Danblon et Alain Denis.

### Famille
Léon Leyritz, sans descendance, se marie à Paris le 23 mai 1912 en premières noces avec l'artiste peintre et sculptrice Jeanne Hélène Vesques (1885-1940) avec, parmi les témoins, les trois sculpteurs Jean-Paul Aubé, Laurent Marqueste et Antonin Mercié,.
Le 14 août 1944, il se marie en secondes noces à Paris avec Andrée Chéret (1893-1982).

## Expositions
- Du 29 mars au 9 avril 1920 : Paris, galerie Druet[31],[32].
- Décembre 1920 : Paris, galerie Bernheim-Jeune[33].
- 1921 : Paris, Salon des humoristes[34].
- Juin 1921 : Caen, galerie Mars-Antony[35].
- 1922 : Paris, Salon d'automne[36].
- 1923 : Paris, Salon d'automne[37].
- Janvier 1928 : Paris, galerie Druet[38],[39].
- Juin 1928 : Antony, Le Lap[40],[7].
- Juin 1929 : Antony, Le Lap.
- Du 22 juin au 6 juillet 1930 : Antony, Le Lap[41].
- 1931 : Paris, Salon d'automne[42],[43].
- 1932 : Paris, 22e Salon des artistes décorateurs au Grand Palais[44].
- Du 7 au 21 novembre 1936 : Salon national de Budapest[45].
- Du 26 novembre au 10 novembre 1936 : École des beaux-arts de Bratislava[45].
- Du 12 au 21 décembre 1936 : musée des Arts décoratifs de Brno[45].